# Ekstergaai
De ekstergaai (Cyanocorax formosus, synoniem Calocitta formosa) is een zangvogel uit de familie Corvidae (kraaien).

## Verspreiding en leefgebied
Deze soort komt voor van Mexico tot Costa Rica en telt drie ondersoorten:
- C. f. formosus: Colima, Michoacán de Ocampo en Puebla, zuidelijk tot Oaxaca (zuidwestelijk Mexico).
- C. f. azureus: Oaxaca en Chiapas (zuidoostelijk Mexico) en westelijk Guatemala.
- C. f. pompatus: van oostelijk Chiapas (zuidoostelijk Mexico) en oostelijk Guatemala tot noordwestelijk Costa Rica.

## Status
De grootte van de populatie is in 2019 geschat op 50.000-500.000 volwassen vogels. Op de Rode lijst van de IUCN heeft deze soort de status niet bedreigd.